# Al Wade'a (huyện)
Huyện Al Wade'a là một huyện thuộc tỉnh Abyan, Yemen. Đến thời điểm năm 2003, huyện này có dân số 23400 người